# Monoterpeno
Monoterpenos são hidrocarbonetos de fórmula química C10H16, formados por duas unidades isopreno, podendo ser cíclicos ou ramificados.
Estes compostos encontram-se em muitas plantas e são o constituinte principal da resina.

## Acção sobre o Clima
Os monoterpenos são produzidos e emitidos pelas folhas de arvores em quantidades consideráveis. Estas moléculas reagem com moléculas oxidantes presentes na atmosfera, formando novas moléculas com tendência para se agregar entre si, o leva à formação de partículas de tamanho considerável (3-30 nm). Estas partículas podem afectar o clima de duas formas diferentes. Por um lado as partículas funcionam como núcleos de condensação de nuvens, influenciando a sua formação, tamanho e ainda os níveis de pluviosidade. Por outro lado têm o efeito de dispersão de luz solar, contribuindo para a diminuição da temperatura terrestre.